# 中国疾病预防控制中心
中国疾病预防控制中心（英語：Chinese Center for Disease Control and Prevention, CCDC，簡稱中国疾控中心），加挂中国预防医学科学院牌子，是由中華人民共和國政府设立的、隶属于国家疾病预防控制局的公益事业单位，負責實施国家级疾病预防控制与公共卫生技术管理和服务。

## 历史

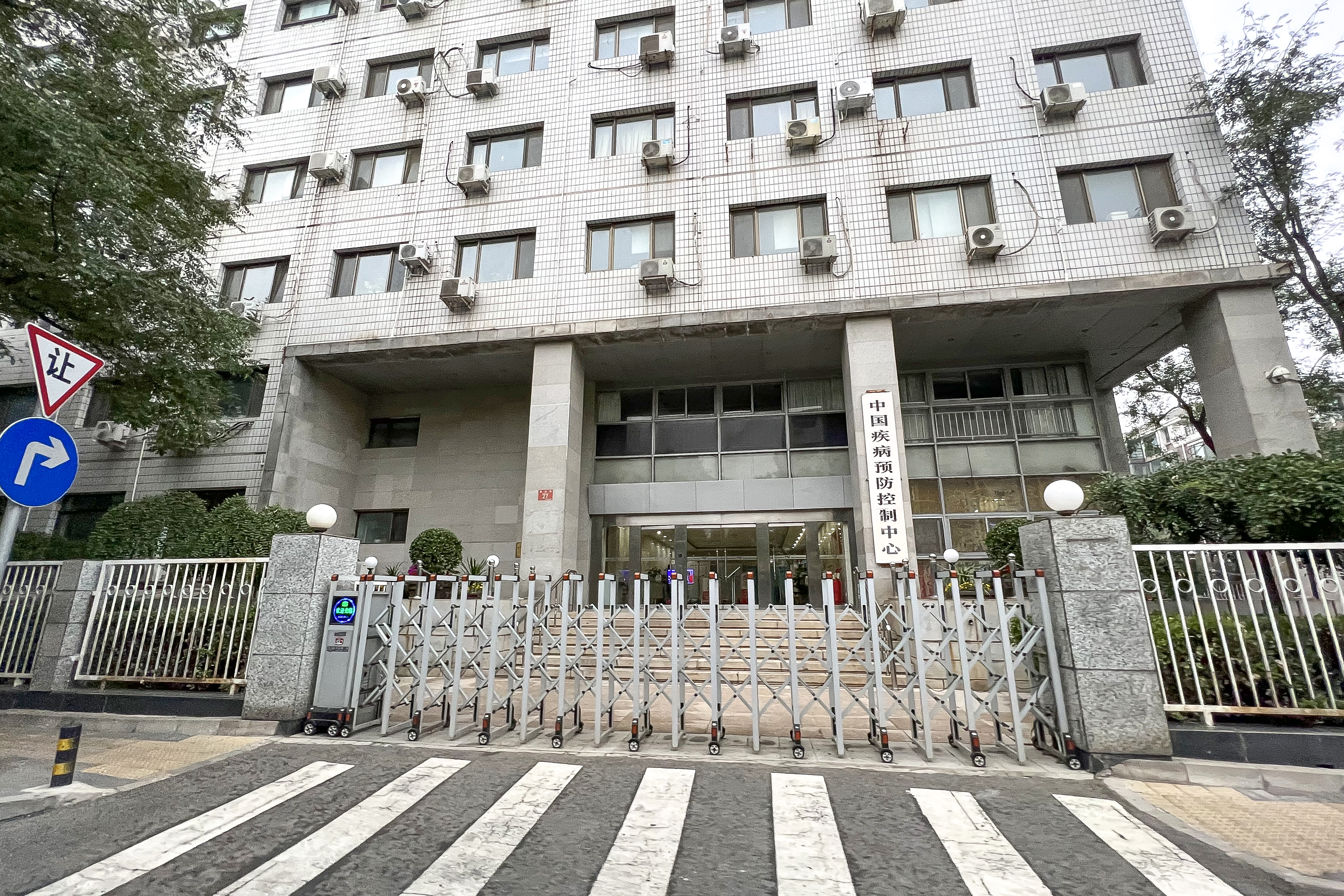
中国疾控中心南纬路旧址

1983年12月23日中国预防医学中心成立，1986年1月19日更名为中国预防医学科学院，2002年1月23日成立中国疾病预防控制中心。
2003年，位于昌平区百善镇的原卫生部预防科学院流行病研究所确定扩建为中国疾控中心。
2022年7月26日，中国疾控中心召开干部大会，在宣布领导班子换届的同时，也宣布该中心由原先的国家卫生健康委员会直属改为国家疾病预防控制局管理。
2022年10月14日，经国家事业单位登记管理局核准，中国疾控中心法人名称更名为中国疾病预防控制中心（中国预防医学科学院）。

## 机构设置

### 内设机构
- 辦公室
- 人事處
- 政策規劃研究室
- 財務處
- 科技處
- 教育培訓處（研究生院）
- 外事處（港澳台辦公室）
- 實驗室管理處
- 網絡和信息安全管理處
- 資產管理處
- 基建處
- 審計處
- 學術出版管理處
- 黨委辦公室
- 紀委辦公室（監察室）
- 群團工作處
- 離退休幹部處
- 保衛處
- 後勤運營管理中心
- 實驗動物中心
- 健康傳播中心（12320衛生熱線管理中心辦公室）
- 信息中心
- 衛生標準處
- 流行病學辦公室（愛國衛生工作技術指導處）
- 全球公共衛生中心
- 衛生應急中心
- 傳染病管理處
- 免疫規劃中心
- 結核病預防控制中心
- 公共衛生管理處
- 慢病和老齡健康管理處
- 控烟辦公室

### 直屬事业單位
- 傳染病預防控制所
- 病毒病預防控制所
- 寄生蟲病預防控制所
- 性病艾滋病預防控制中心
- 慢性非傳染性疾病預防控制中心
- 營養與健康所
- 環境與健康相關產品安全所
- 職業衛生與中毒控制所
- 輻射防護與核安全醫學所
- 農村改水技術指導中心
- 婦幼保健中心

### 掛靠單位
- 麻風病控制中心
- 老年保健中心
- 精神衛生中心
- 兒少/學校衛生中心
- 鼠疫布氏菌病預防控制基地
- 結核病防治臨床中心
- 性病控制中心
- 地方病控制中心

### 主管社会团体
- 中國衛生信息學會公共衛生信息专业委员会
- 中國性病艾滋病防治協會
- 中國營養學會
- 中國肝炎防治基金會
- 中華預防醫學會預防醫學信息专业委员会